# ایندیانا جونز و دایره بزرگ
ایندیانا جونز و دایره بزرگ (به انگلیسی: Indiana Jones and the Great Circle) یک بازی اکشن ماجراجویی است که در سال ۲۰۲۴ توسط مشین‌گیمز توسعه یافته و توسط بتزدا سافت‌ورکز منتشر شده است. این بازی بر اساس فرنچایز ایندیانا جونز ساخته شده است و روایتی اصیل دارد که از مجموعه فیلم نشات می‌گیرد.  داستان بین وقایع مهاجمان صندوق گمشده (1981) و ایندیانا جونز و آخرین جنگ صلیبی  (1989) می گذرد، داستان باستان شناس ایندیانا جونز در سال 1937 را دنبال می کند که تلاش می نماید نقشه گروه های مختلفی را که به دنبال مهار قدرت متصل به دایره بزرگ هستند، که به مکان های اسرارآمیز کاملی در اطراف جهان اشاره دارد، خنثی کند. این بازی مکان‌های بسیاری در دنیای واقعی مانند شهر واتیکان ، تایلند ، مصر و چین را در بر می‌گیرد.